# Ковшово (Ленинградская область)
Ковшо́во (фин. Koussula) — деревня в Гатчинском муниципальном округе Ленинградской области.

## История
Впервые упоминается в Писцовой книге Водской пятины 1500 года как деревня Ковоша в Никольском Суйдовском погосте Копорского уезда.
Затем как деревня Kofsouo by в Суйдовском погосте в шведских «Писцовых книгах Ижорской земли» 1618—1623 годов.
На карте Ингерманландии А. И. Бергенгейма, составленной по материалам 1676 года, она обозначена как деревня Kousola.
На шведской «Генеральной карте провинции Ингерманландии» 1704 года — как Kausola.
Как деревня Кансала обозначена на «Географическом чертеже Ижорской земли» Адриана Шонбека 1705 года.
На карте Санкт-Петербургской губернии Я. Ф. Шмидта 1770 года — как деревня Кауфшова.
Деревня являлась вотчиной императрицы Марии Фёдоровны, из которой в 1806—1807 годах были выставлены ратники Императорского батальона милиции.

КАВШОВО — деревня принадлежит ведомству Красносельской удельной конторы, число жителей по ревизии: 64 м. п., 61 ж. п. (1838 год)

На картах Ф. Ф. Шуберта 1844 года и С. С. Куторги 1852 года обозначена как деревня Ковшово, состоящая из 22 дворов.
На этнографической карте Санкт-Петербургской губернии П. И. Кёппена 1849 года она обозначена как деревня «Kousula», расположенная на границе ареалов расселения савакотов и эвремейсов. В пояснительном тексте к этнографической карте она записана как деревня Kousula (Кавшово, Ковшово), финское население которой по состоянию на 1848 год составляли: эвремейсы — 47 м. п., 50 ж. п. и савакоты — 28 м. п., 36 ж. п., всего 161 человек.

КОВШОВО — деревня Красносельской удельной конторы, по просёлочной дороге, число дворов — 22, число душ — 83 м. п. (1856 год)

Согласно «Топографической карте частей Санкт-Петербургской и Выборгской губерний» в 1860 году деревня называлась Ковшова и состояла из 38 крестьянских дворов.

КОВШОВО — деревня удельная при речке Суйде, число дворов — 28, число жителей: 90 м. п., 99 ж. п. (1862 год)

В 1874 году в деревне открылась первая школа. Учителями в ней работали «г-н Якобсон и Й. Финне».
Согласно карте 1879 года деревня называлась Ковшова и состояла из 30 крестьянских дворов.

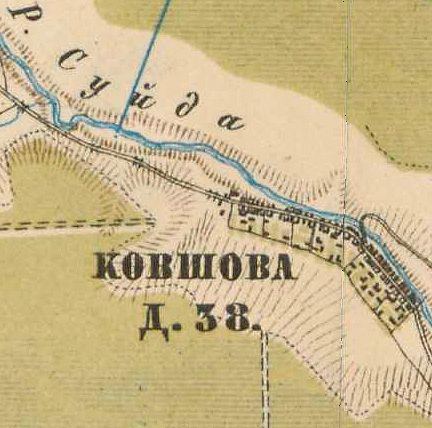
План деревни Ковшово. 1885 год

В 1885 году, согласно карте окрестностей Петербурга, деревня Ковшова насчитывала 38 дворов. Сборник же Центрального статистического комитета описывал её так:

КОВШОВА — деревня бывшая удельная при речке Суйде, дворов — 40, жителей — 210; школа, лавка. (1885 год).

В конце XIX — начале XX века деревня административно относилась к Гатчинской волости 2-го стана Царскосельского уезда Санкт-Петербургской губернии. Население деревни было исключительно финским.
К 1913 году количество дворов увеличилось до 61.
С 1917 по 1923 год деревня Ковшово входила в состав Ковшовского сельсовета Гатчинской волости Детскосельского уезда.
С 1923 года в составе Гатчинского уезда.
В 1926 году был организован Ковшовский финский национальный сельсовет, население которого составляли: финны — 1557, русские — 234, другие нац. меньшинства — 14 человек. Согласно данным переписи населения СССР 1926 года в деревне Ковшово Ковшовского финского сельсовета Троцкой волости Троцкого уезда проживали 398 человек, абсолютное большинство финны, а также несколько человек эстонцев и русских.
В 1928 году население деревни Ковшово составляло 405 человек.
По административным данным 1933 года в Ковшовский сельсовет Красногвардейского района входили 13 населённых пунктов: деревни Волосники, Заборье, Мыза, Красницы, Ковшово, Пустошка; выселки Заборский, Золотое Дно, Красная Нива, Красные Луга, Красный Берег, Микон-Ахо, общей численностью населения 1581 человек. Центром сельсовета была деревня Ковшово.
По данным 1936 года в состав Ковшовского финского национального сельсовета входили 7 населённых пунктов, 423 хозяйства и 7 колхозов. Административным центром была деревня Ковшово.

План деревни Ковшово. 1939 год

Весной 1939 года национальный сельсовет был ликвидирован. Согласно топографической карте 1939 года деревня насчитывала 88 дворов. С 1939 года находилась в составе Сусанинского сельсовета Слуцкого района.
Деревня была освобождена от немецко-фашистских оккупантов 27 января 1944 года.
С 1953 года в составе Гатчинского района.
В 1958 году население деревни Ковшово составляло 437 человек.
По данным 1966 года деревня Ковшово также входила в состав Сусанинского сельсовета.
По данным 1973 года деревня входила в состав Пригородного сельсовета.
По данным 1990 года деревня Ковшово вновь входила в состав Сусанинского сельсовета.
В 1997 году в деревне проживали 127 человек, в 2002 году — 133 человека (русские — 71%), в 2007 году — 115.

## География
Деревня расположена в северо-восточной части района на автодороге 41К-513 (Мыза — Ковшово) в месте примыкания к ней автодороги 41К-222 (Семрино — Ковшово).
Расстояние до административного центра поселения, посёлка Сусанино — 5 км.
Расстояние до ближайшей железнодорожной платформы Красницы — 4 км.
Деревня находится на правом берегу реки Суйда.

## Демография
| 1838 | 1862 | 1885 | 1928 | 1958 | 1997 | 2007 |
| ---- | ---- | ---- | ---- | ---- | ---- | ---- |
| 125  | ↗189 | ↗210 | ↗405 | ↗437 | ↘127 | ↘115 |
| 2009 | 2010 | 2017 |      |      |      |      |
| ↘112 | ↗117 | ↗129 |      |      |      |      |

Изменение численности населения за период с 1838 по 2021 год:

### Национальный состав
Согласно данным Всероссийской переписи населения 2021 года в деревне проживали 209 человек, из них:
 русские — 193, грузины — 1, финны — 1, другие национальности — 3 человека, остальные национальность не указали.

## Транспорт
От Гатчины до Ковшово можно доехать на автобусе № 538.

## Улицы
Малая Ковшовка.